# Cima Coppi

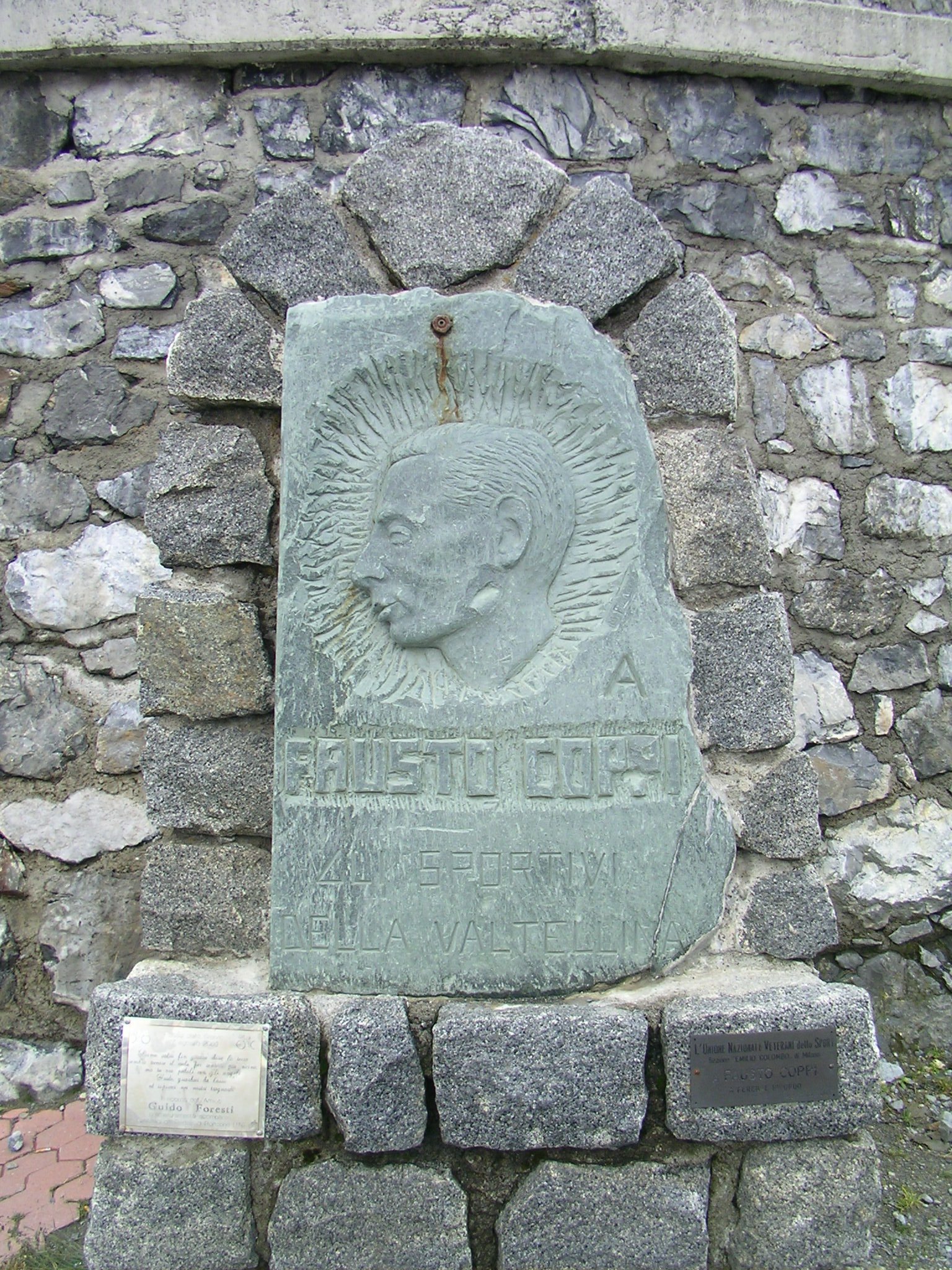
Minnesmärke över Fausto Coppi vid Stelviopasset, det högsta passet i Italien och som han var den förste att komma över under ett Giro d'Italia, 1953.

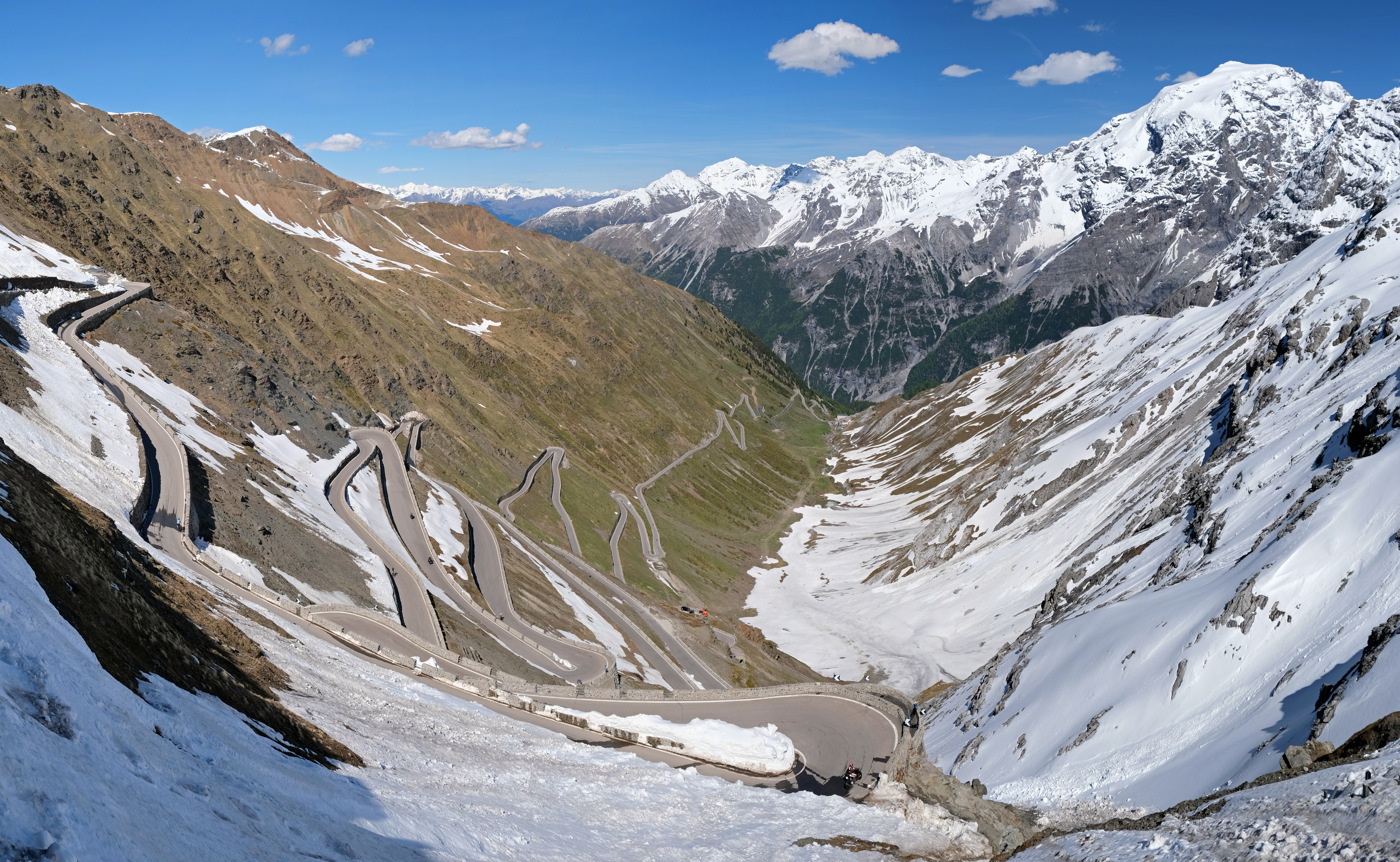
Östsidan av klättringen upp till Stelviopasset.

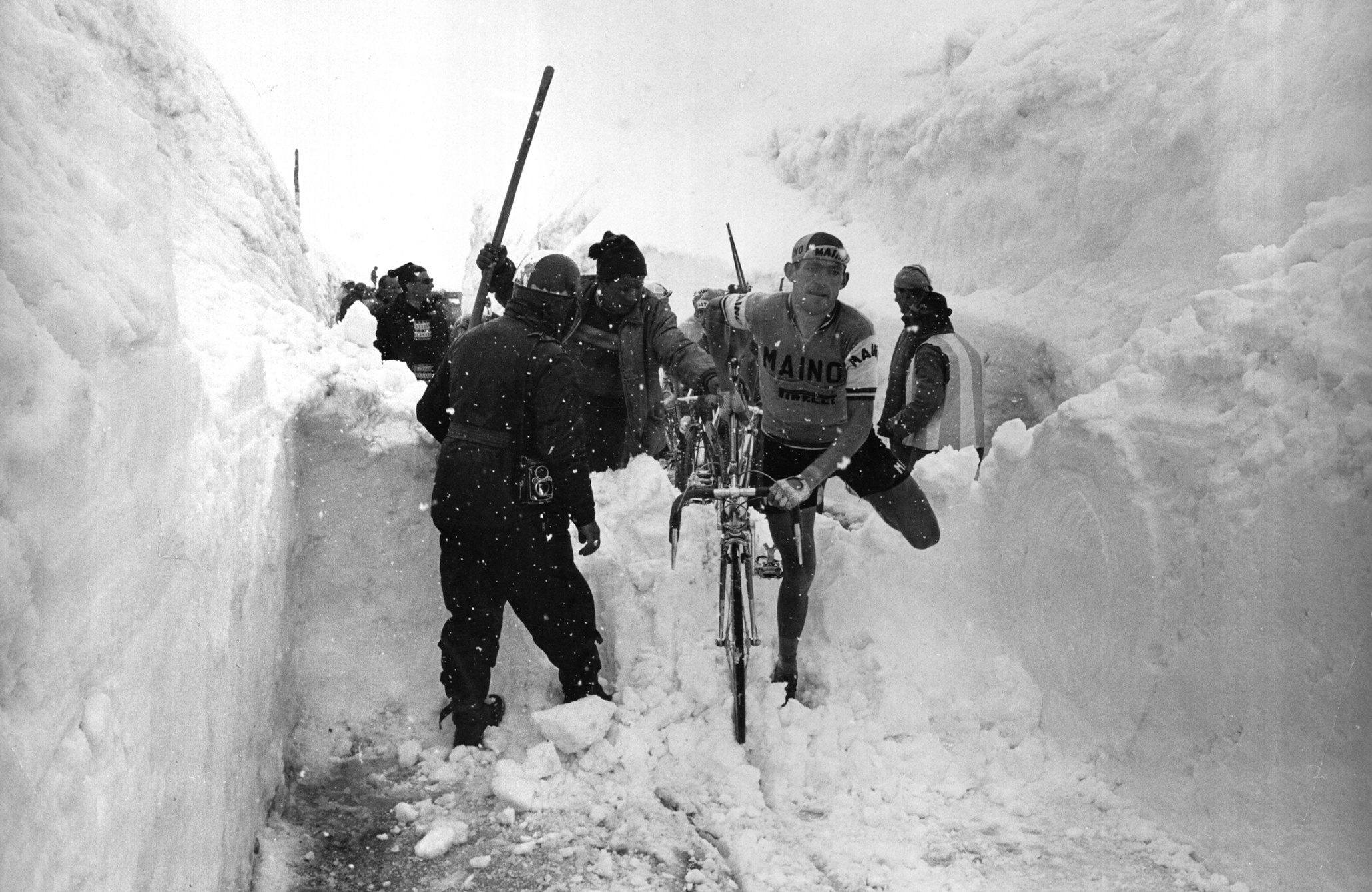
Aldo Moser (bror till Francesco Moser) släpar sin cykel i en framskottad gång genom lavinen som blockerade vägen innan Stelviopassets krön (efter att ha passerat mållinjen, som flyttats till före snömassan) under Giro d'Italia 1965.

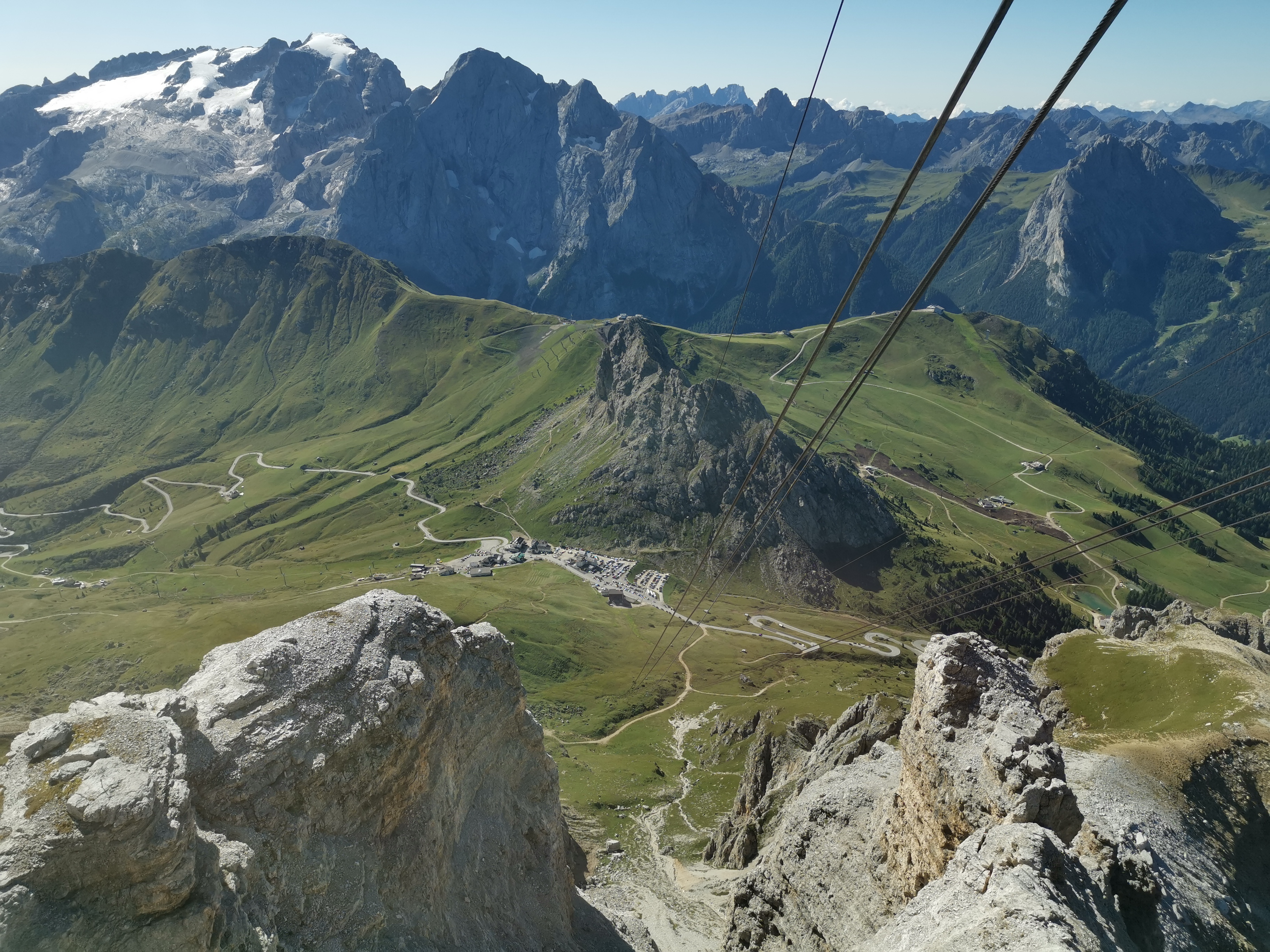
Vy över Passo Pordoi, som är den plats som varit Cima Coppi flest gånger. Bilden är tagen i september när den mesta snön smält bort.

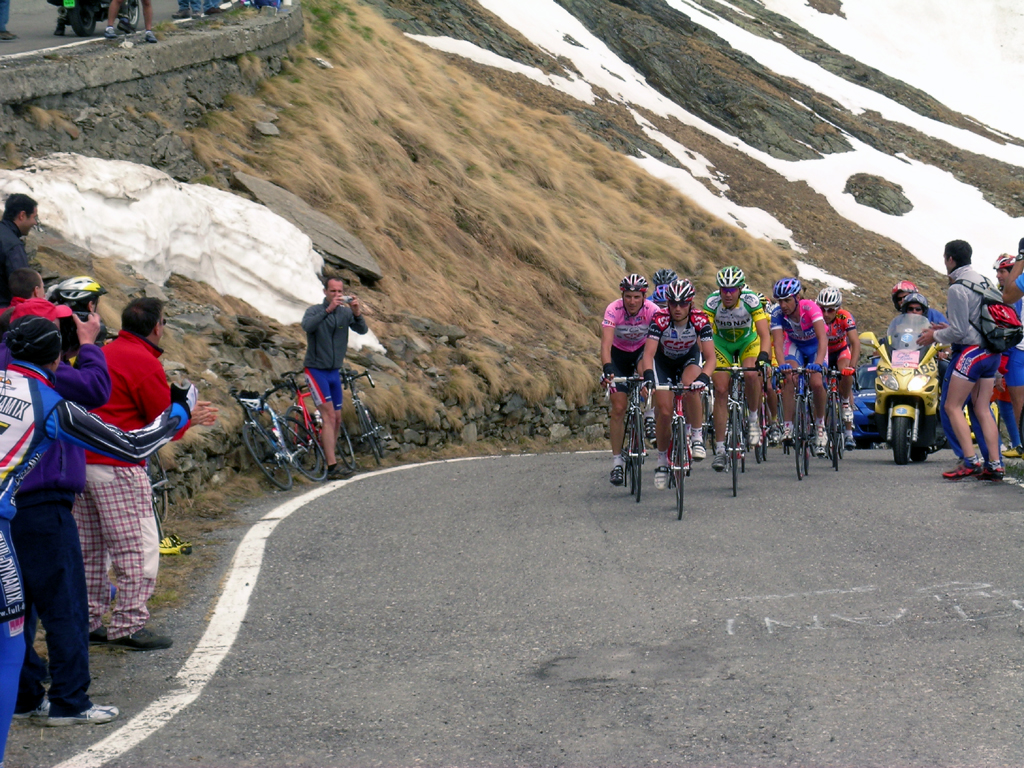
En grupp på väg upp mot Gaviapassset under den näst sista etappen av Girot 2006. Till vänster ses Ivan Basso i den rosa ledartröjan.

Cima Coppi är ett namn som ges till den högsta punkten i cykelloppet Giro d’Italia och har fått sitt namn efter den italienske cyklisten Fausto Coppi. Namnet används sedan 1965, fem år efter Fausto Coppis död. Klättringen klassificeras högre än övriga klättringar i tävlingen och ger högre poäng (och poäng till fler deltagare) i bergspristävlingen än de övriga. Därutöver delas sedan 1996 ett speciellt pris ut till den som är först över krönet på Cima Coppi, Trofeo Vincenzo Torriani, uppkallat efter den tidigare direktören (från 1949 till 1992) för Giro d'Italia,
Den högsta punkten varierar från år till år beroende på bansträckningen. Några år har den högsta passagen varit utanför Italien, i Frankrike (1982, 1995, 2000 och 2007) samt Österrike (1971).

## Lista över Cima Coppi
| År   | Topp                                          | Höjd                 | Första passerande                |
| ---- | --------------------------------------------- | -------------------- | -------------------------------- |
| 1965 | Passo dello Stelvio                           | 1958 m               | Graziano Battistini (ITA)        |
| 1966 | Passo Pordoi                                  | 2239 m               | Franco Bitossi (ITA)             |
| 1967 | Tre Cime di Lavaredo                          | 2320 m               | Felice Gimondi (ITA)             |
| 1968 | Tre Cime di Lavaredo                          | 2320 m               | Eddy Merckx (BEL)                |
| 1969 | Passo Sella                                   | 2214 m               | Claudio Michelotto (ITA)         |
| 1970 | Passo Pordoi                                  | 2239 m               | Luciano Armani (ITA)             |
| 1971 | Grossglockner                                 | 2506 m               | Pierfranco Vianelli (ITA)        |
| 1972 | Passo dello Stelvio                           | 2758 m               | José Manuel Fuente (ESP)         |
| 1973 | Passo di Giau                                 | 2236 m               | José Manuel Fuente (ESP)         |
| 1974 | Tre Cime di Lavaredo                          | 2320 m               | José Manuel Fuente (ESP)         |
| 1975 | Passo dello Stelvio                           | 2758 m               | Francisco Galdós (ESP)           |
| 1976 | Passo Sella                                   | 2214 m               | Andrés Gandarias (ESP)           |
| 1977 | Passo Valparola                               | 2200 m               | Faustino Fernández Ovies (ESP)   |
| 1978 | Passo Valles                                  | 2033 m               | Gianbattista Baronchelli (ITA)   |
| 1979 | Passo Pordoi                                  | 2239 m               | Leonardo Natale (ITA)            |
| 1980 | Passo dello Stelvio                           | 2758 m               | Jean-René Bernaudeau (FRA)       |
| 1981 | Tre Cime di Lavaredo                          | 2320 m               | Beat Breu (SUI)                  |
| 1982 | Col d'Izoard                                  | 2361 m               | Lucien Van Impe (BEL)            |
| 1983 | Passo Pordoi                                  | 2239 m               | Marino Lejarreta (ESP)           |
| 1984 | Passo Pordoi                                  | 2239 m               | Laurent Fignon (FRA)             |
| 1985 | Passo del Sempione                            | 2005 m               | Reynel Montoya (COL)             |
| 1986 | Passo Pordoi                                  | 2239 m               | Pedro Muñoz (ESP)                |
| 1987 | Passo Pordoi                                  | 2239 m               | Jean-Claude Bagot (FRA)          |
| 1988 | Passo dello Stelvio                           | 2758 m               |                                  |
| 1989 | Passo di Gavia                                | 2621 m               |                                  |
| 1990 | Passo Pordoi                                  | 2239 m               | Maurizio Vandelli (ITA)          |
| 1990 | Passo Pordoi                                  | 2239 m               | Charly Mottet (FRA)              |
| 1991 | Passo Pordoi                                  | 2239 m               | Franco Vona (ITA)                |
| 1991 | Passo Pordoi                                  | 2239 m               | Franco Chioccioli (ITA)          |
| 1992 | Passo Pordoi                                  | 2239 m               | Claudio Chiappucci (ITA)         |
| 1993 | Passo Pordoi                                  | 2239 m               | Miguel Indurain (ESP)            |
| 1994 | Passo dello Stelvio                           | 2758 m               | Franco Vona (ITA)                |
| 1995 | Colle dell'Agnello                            | 2744 m               |                                  |
| 1996 | Passo di Gavia                                | 2621 m               | Hernan Buenahora (COL)           |
| 1997 | Passo Pordoi                                  | 2239 m               | José Jaime González (COL)        |
| 1998 | Passo Sella                                   | 2214 m               | Marco Pantani (ITA)              |
| 1999 | Passo di Gavia                                | 2621 m               | José Jaime González (COL)        |
| 2000 | Colle dell'Agnello                            | 2744 m               | José Jaime González (COL)        |
| 2001 | Colle Fauniera                                | 2511 m               |                                  |
| 2002 | Passo Pordoi                                  | 2239 m               | Julio Alberto Pérez Cuapio (MEX) |
| 2003 | Colle d'Esischie                              | 2366 m               | Fredy González (COL)             |
| 2004 | Passo di Gavia                                | 2621 m               | Vladimir Miholjević (CRO)        |
| 2005 | Passo dello Stelvio                           | 2758 m               | José Rujano (VEN)                |
| 2006 | Passo di Gavia                                | 2621 m               | Juan Manuel Gárate (ESP)         |
| 2007 | Colle dell'Agnello                            | 2744 m               | Yoann Le Boulanger (FRA)         |
| 2008 | Passo di Gavia                                | 2621 m               | Julio Alberto Pérez Cuapio (MEX) |
| 2009 | Sestriere                                     | 2039 m               | Stefano Garzelli (ITA)           |
| 2010 | Passo di Gavia                                | 2621 m               | Johann Tschopp (SUI)             |
| 2011 | Passo di Giau                                 | 2236 m               | Stefano Garzelli (ITA)           |
| 2012 | Passo dello Stelvio                           | 2758 m               | Thomas De Gendt (BEL)            |
| 2013 | Tre Cime di Lavaredo                          | 2320 m               | Vincenzo Nibali (ITA)            |
| 2014 | Passo dello Stelvio                           | 2758 m               | Dario Cataldo (ITA)              |
| 2015 | Colle delle Finestre                          | 2178 m               | Mikel Landa (ESP)                |
| 2016 | Colle dell'Agnello                            | 2744 m               | Michele Scarponi (ITA)           |
| 2017 | Passo dello Stelvio                           | 2758 m               | Mikel Landa (ESP)                |
| 2018 | Colle delle Finestre                          | 2178 m               | Chris Froome (GBR)               |
| 2019 | Passo Manghen                                 | 2047 m               | Fausto Masnada (ITA)             |
| 2020 | Passo dello Stelvio                           | 2758 m               | Rohan Dennis (AUS)               |
| 2021 | Passo di Giau                                 | 2236 m               | Egan Bernal (COL)                |
| 2022 | Passo Pordoi                                  | 2239 m               | Alessandro Covi (ITA)            |
| 2023 | Tre Cime di Lavaredo                          | 2304 m               | Santiago Buitrago (COL)          |
| 2024 | Passo dello Stelvio Umbrailpasset Passo Sella | 2758 m 2503 m 2214 m | · Giulio Pellizzari (ITA)        |
| 2025 | Colle delle Finestre                          | 2178 m               | Chris Harper (AUS)               |